# دانيال سين
دانيال سين هو لاعب كرة قدم سويسري في مركز الوسط، ولد في 17 سبتمبر 1983 في سويسرا. شارك مع منتخب سويسرا تحت 21 سنة لكرة القدم. أما مع النوادي، فقد لعب مع نادي سانت غالن ونادي شافهاوزن ونادي فينترتور.

## وصلات خارجية
- دانيال سين على موقع قاعدة بيانات كرة القدم.إي يو (الإنجليزية)
- دانيال سين على موقع Soccerway.com (الإنجليزية)